# Hancock County, Georgia
Hancock County är ett administrativt område i delstaten Georgia, USA, med 9 429 invånare. Den administrativa huvudorten (county seat) är Sparta.

## Geografi
Enligt United States Census Bureau har countyt en total area på 1 240 km². 1 226 km² av den arean är land och 14 km² är vatten.

### Angränsande countyn
- Taliaferro County, Georgia - nord
- Warren County, Georgia - nordost
- Glascock County, Georgia - öst
- Washington County, Georgia - sydost
- Baldwin County, Georgia - sydväst
- Putnam County, Georgia - väst
- Greene County, Georgia - nordväst